# ジュディス・クロール
ジュディス F. クロール（Judith F. Kroll）は、カリフォルニア大学アーバイン校の言語科学教授。心理言語学を専門としており、第二言語習得とバイリンガル言語処理に焦点を当てている。クロールは、ランディ・マーティンとスパルナ・ラジャラムとともに、2001年に認知科学の女性組織を共同設立し米国科学振興協会（AAAS）、アメリカ心理学会（APA）、心理科学協会、実験心理学者の社会、および科学的心理学会（APS）のフェローを務める。

## 経歴
クロールは、ニューヨーク大学で心理学の学士（1970）および数学の副専攻を卒業。モーリス・ハーシェンソンの下、ブランダイス大学で認知心理学の修士号（1972年）と博士号（1977年）を取得。スワースモア大学（1977-1978）、ラトガーズ大学（1978-1981）、マウントホリオーク大学（1981-1994）で教職員を務めた後、ペンシルバニア州立大学（1994-2016）に移り、言語センターを指揮した。2016年にカリフォルニア大学リバーサイド校（UCR）に研究室を移し、2019年にカリフォルニア大学アーバイン校（UCI）に研究室を移した。UCRとペンシルベニア州立大学の同僚とともに、国際研究教育パートナーシップ（PIRE）助成金の共同主任研究員を務め、言語科学者がバイリンガリズム研究を追求するためのトレーニングを提供している。UCRの心理学教授であるデビッドA.ローゼンバウムと結婚している。

## 研究
クロールの研究は、バイリンガリズムの根底にある認知プロセスを探求する事である。彼女の研究は、国立科学財団（NSF）と国立衛生研究所（NIH）によって助成を受けている。アネット・デ・グルートとともに、Handbook of Bilingualism: Psycholinguistic Approachesを共同編集した 。2013年、クロールはグッゲンハイム奨学金を授与され、第二言語を学び、バイリンガルになることが母国語の処理にどのように影響するかを調査する研究を行った 。
クロールの研究の焦点の1つは、バイリンガルスピーチでの言語選択に関係している。彼女は、1つの言語が話されると、両方の言語が活性化されることを発見した。

## 代表的出版物
- - Kroll, J. F., & Bialystok, E. (2013). Understanding the consequences of bilingualism for language processing and cognition. Journal of Cognitive Psychology, 25(5), 497-514.
  - Kroll, J. F., Bobb, S. C., & Wodniecka, Z. (2006). Language selectivity is the exception, not the rule: Arguments against a fixed locus of language selection in bilingual speech. Bilingualism: Language and Cognition, 9(2), 119-135.
  - Kroll, J. F., Michael, E., Tokowicz, N., & Dufour, R. (2002). The development of lexical fluency in a second language. Second language Research, 18(2), 137-171.
  - Kroll, J. F., & Potter, M. C. (1984). Recognizing words, pictures, and concepts: A comparison of lexical, object, and reality decisions. Journal of Memory and Language, 23(1), 39-66.
  - Kroll, J. F., & Stewart, E. (1994). Category interference in translation and picture naming: Evidence for asymmetric connections between bilingual memory representations. Journal of Memory and Language, 33(2), 149-174.